# Jan Pęckowski
Jan (Pęcak) Pęckowski (ur. 30 sierpnia 1874 w Węgierce, zm. 24 listopada 1959 w Chrzanowie) – polski działacz oświatowy.

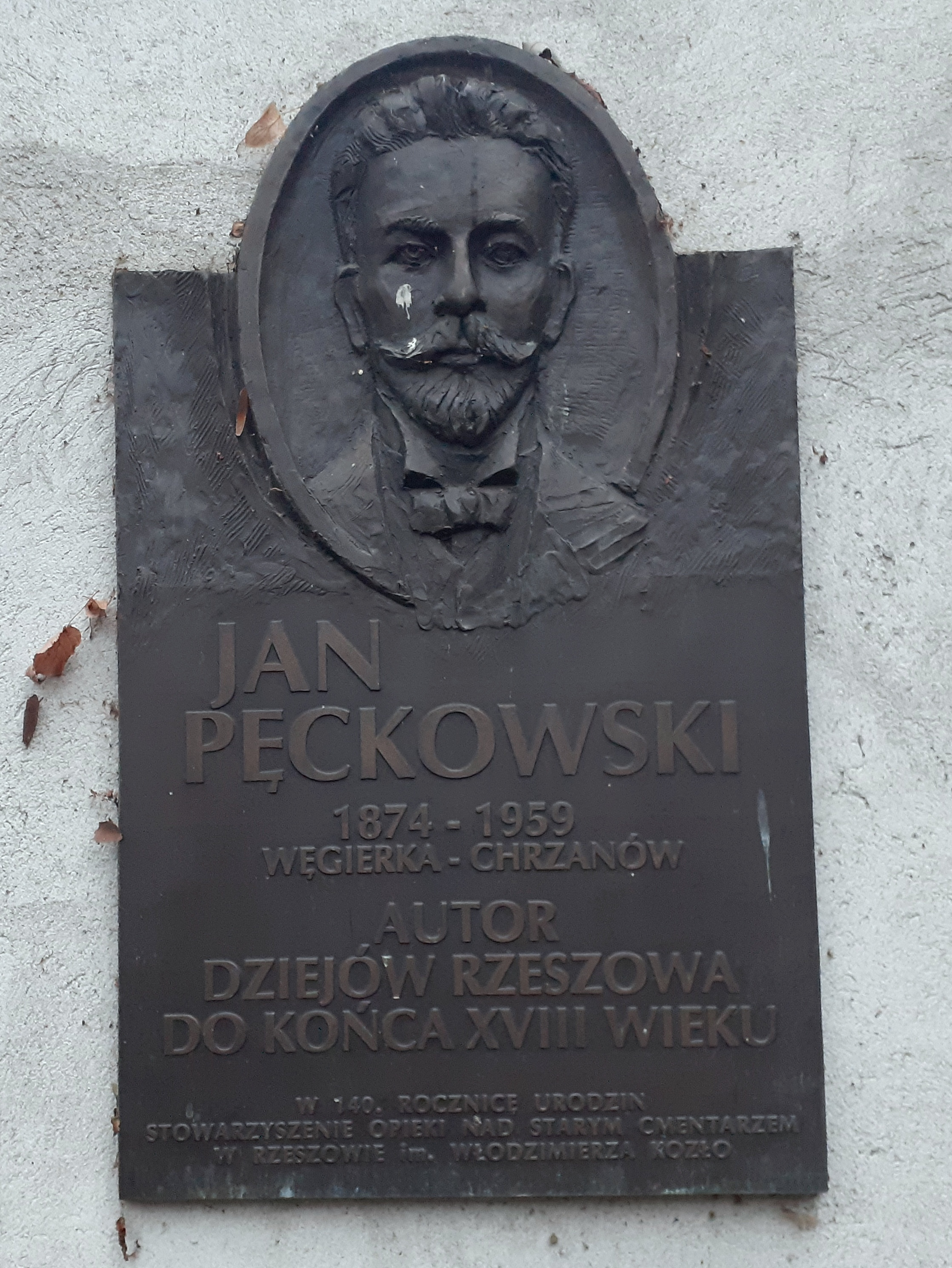
Tablica upamiętniająca Jana Pęckowskiego na Starym Cmentarzu w Rzeszowie

## Życiorys
Urodził się 30 sierpnia 1874 we wsi Węgierka w powiecie jarosławskim w rodzinie chłopskiej. Jego rodzicami byli Wojciech Pęcak i Zofia z domu Bazylak. Uczęszczał do szkoły ludowej w Węgierce. Następnie dopiero w 1890 wstąpił do c.k. Niższego Gimnazjum w Jarosławiu. Maturę zdał w C.k. II Gimnazjum św. Jacka w Krakowie w 1897. W latach 1897–1898 odbył służbę wojskową w 90 Pułku Piechoty c.k. armii, gdzie dosłużył się stopnia sierżanta (feldfebla). W 1898 zapisał się na Wydział Prawa i Administracji Uniwersytetu Jagiellońskiego, a w kolejnym roku na Wydział Filozoficzny. W 1901 na Wydziale Prawa złożył egzamin historyczno-prawniczy, natomiast w 1903 złożył egzamin kwalifikacyjny z historii i geografii na Wydziale Filozoficznym. W czasie studiów przez 4 lata pracował w kancelarii i bibliotece Akademii Umiejętności w Krakowie. W 1902 rozpoczął kurs praktyczny dla nauczycieli w Gimnazjum Nowodworskiego w Krakowie. W 1903 został zamianowany w tym gimnazjum na zastępcę nauczyciela. Początkiem 1904 roku został przeniesiony do gimnazjum w krakowskim Podgórzu, gdzie uczył historii i geografii. W tym samym roku zmienił nazwisko na Pęckowski oraz wziął ślub ze Stanisławą Kasiewicz. W czerwcu 1904 został mianowany na rzeczywistego nauczyciela w c.k. II Gimnazjum w Rzeszowie. W latach 1907–14 był kierownikiem Męskiej Szkoły Przemysłowej Uzupełniającej w Rzeszowie, a w latach 1912-14 również Żeńskiej Szkoły Przemysłowej Uzupełniającej w Rzeszowie. Po wybuchu Wielkiej Wojny został powołany do wojska w stopniu chorążego pospolitego ruszenia i trafił do Twierdzy Przemyśl, jako jeden z obrońców. Po upadku twierdzy trafił do niewoli rosyjskiej i był więziony m.in. w Niżnym Nowogrodzie, Sudogdzie, Bołochowie. Z niewoli wrócił w czerwcu 1918. W październiku 1918 objął posadę jako profesor historii i geografii w VIII randze w IV Gimnazjum Realnym im. Henryka Sienkiewicza w Krakowie. W 1919 został kierownikiem Prywatnego Gimnazjum Realnego w Chrzanowie, a po upaństwowieniu tej szkoły został w dniu 3 sierpnia 1920 dyrektorem tej placówki. W trakcie trwania wojny polsko-bolszewickiej w 1920 brał udział w Obywatelskim Komitecie Obrony Państwa. W latach 1919–22 pracował w Polsko-Amerykańskim Komitecie Pomocy Dzieciom, jako prezes Komitetu w Chrzanowie. Od 1905 do 1927 był członkiem Stronnictwa Narodowej Demokracji. Autor jednej z najważniejszych monografii miasta. Dyrektor Gimnazjum w Chrzanowie od 31 lipca 1919 (jego żona była matką chrzestną sztandaru Gimnazjum), a następnie inspektor szkolny w Chrzanowie. Współzałożyciel Chóru Męskiego "Żaby". W czasie II wojny światowej po likwidacji Gimnazjum jeden z organizatorów tajnego nauczania młodzieży, członek konspiracyjnej Powiatowej Komisji Oświaty i Kultury. Od 5 stycznia 1956 Przewodniczący Komitetu Organizacyjnego Muzeum Ziemi Chrzanowskiej. Był wielkim orędownikiem powstania Muzeum w Chrzanowie. Nie doczekał otwarcia tej placówki. Zmarł 24 listopada 1959. Został pochowany w grobowcu żony Stanisławy z d. Kasiewicz (1880-1941) na cmentarzu parafialnym w Chrzanowie-Kościelcu, kwatera D. W grobowcu tym spoczywa także jego młodszy syn Czesław (1908-1960).
Patron jednej z ulic w Chrzanowie (na Os. Młodości).

## Publikacje
- Dzieje miasta Rzeszowa do końca XVIII. wieku (1913)
- Chrzanów miasto powiatowe w województwie krakowskiem (1934)
- Trzebinia osada górniczo-przemysłowa w powiecie chrzanowskim (2013), napisana w 1942 roku
- Powiat chrzanowski pod okupacją niemiecką w latach 1939-1945 (2014), napisana w 1947 roku[1].